# Nangkaan
Nangkaan is een bestuurslaag in het regentschap Bondowoso van de provincie Oost-Java, Indonesië. Nangkaan telt 4889 inwoners (volkstelling 2010).